# Зугмара
Зугма́ра (рос. Зугмара) — село у складі Петровськ-Забайкальського району Забайкальського краю, Росія. Адміністративний центр та єдиний населений пункт Зугмарського сільського поселення.

## Населення
Населення — 282 особи (2010; 267 у 2002).
Національний склад (станом на 2002 рік):
- буряти — 88 %